# Humanure
Albums de Cattle Decapitation
To Serve Man
(2002) Karma.Bloody.Karma
(2006)
Humanure (littéralement Fumier humain) est le troisième album studio du groupe de deathgrind américain Cattle Decapitation sorti le 13 juillet 2004 en Europe.
C'est le premier des deux albums du groupe avec le batteur Michael Laughlin. Certains des membres du groupe The Locust, pour la plupart des anciens membres de Cattle Decapitation, sont présents en tant qu'invités sur l'album.

## Définition
Le mot Humanure est un néologisme qui provient de la fusion des mots anglais human et manure, signifiant « fumier humain », désignant les déjections humaines que sont les fèces et l’urine. Ces déjections représentent une source très importante d’organismes pathogènes et de pollution environnementale.

## Réception
La couverture originale de l'album, représentant une vache en train de déféquer des restes humains (parodie de la couverture d'Atom Heart Mother de Pink Floyd), a subi bon nombre de critiques et nombreux sont les magasins qui ont refusé de vendre l'album tant que la couverture n'était pas changée. Le groupe a donc choisi de retirer la vache pour que la couverture ne représente plus qu'un champ stérile. Depuis, la version avec la couverture originale est considérée comme une édition limitée.

## Liste des titres
| No  | Titre                                    | Durée |
| --- | ---------------------------------------- | ----- |
| 1.  | Scatology Domine (Intro)                 | 1:02  |
| 2.  | Humanure                                 | 3:05  |
| 3.  | Reduced to Paste                         | 4:14  |
| 4.  | Bukkake Tsunami                          | 4:33  |
| 5.  | Cloacula: The Anthropophagic Copromantik | 3:05  |
| 6.  | Chummified                               | 3:44  |
| 7.  | Applied Human Defragmentation            | 5:19  |
| 8.  | The Earthling                            | 3:27  |
| 9.  | Polyps                                   | 4:25  |
| 10. | Lips & Assholes                          | 4:57  |
| 11. | Men Before Swine (Outro)                 | 9:41  |

| 12. | I Eat Your Skin (live)  |  |
| 13. | Reduced to Paste (live) |  |

Un clip vidéo est sorti pour le morceau Reduced to Paste.

## Composition du groupe
- Travis Ryan - Chant, composition, conception et EBow sur Scatology Domine.
- Josh Elmore - Guitare.
- Troy Oftedal - Basse et guitare et tannerin sur Scatology Domine.
- Michael Laughlin - Batterie.

## Musiciens additionnels
sur Scatology Domine (Intro)
- Nocturnal Overlord (ex-Crimson Moon) - Piano.

sur Lips & Assholes
- Gabe Serbian - Chœurs.
- Justin Pearson - Chœurs.
- Robert Bray - Chœurs.

sur Men Before Swine (Outro)
- Chris Pooley - Instrument de musique électronique.
- Scott Miller - Instrument de musique électronique.

## Membres additionnels
- Billy Anderson - Producteur, ingénieur du son et mixage audio.
- Sean Vahle - Ingénieur du son (assistant) sur Men Before Swine.
- Brad Vance - Mastering.
- Wes Benscoter - Artwork.
- Brian Ames - Mise en page.
- Melissa Lucas - Photos[13].